# Bellveri várkastély
A bellveri várkastély a Spanyolországhoz tartozó Palma de Mallorca egyik 14. századi műemléke. Korábban a mallorcai királyi család rezidenciájaként is szolgált. Egyike a világ rendkívül kevés kör alaprajzú várkastélyának. Mivel rendkívül látványos épületről van szó, ma kedvelt turisztikai célpont.

## Története
Építése 1300-ban kezdődött II. Jakab mallorcai király rendelkezése alapján, a mallorcai királyi ház jól megtervezett védelmi intézkedéseinek részeként. Maga az építkezés (amelyen 70 rendes munkás, valamint nagyszámú nő és királyi rabszolga dolgozott) 9 év alatt készült el, de a díszítések ezután még tovább tartottak. Az első várárkot 1330-ban hozták létre. Az elkészült várkastélyt a mallorcai uralkodó rezidenciájaként használták; az idők során összesen három király lakott itt egy-egy rövidebb ideig: II. Jakab után I. Sancho és III. Jakab, valamint a Barcelonát sújtó pestisjárvány elől a 14. század végén ide menekült I. János aragóniai király és felesége, Jolán, Bar hercegnője. Az épület a következő évszázadok során nem sokat változott, mindössze (a tüzérség megjelenésével és fejlődésével) egy újabb sáncot és egy harmadik védelmi vonalat építettek a várárok köré.
1717-ben katonai börtönné alakították. 1802 és 1808 között itt, az egyik első emeleti helyiségben raboskodott Gaspar Melchor de Jovellanos, író, jogász, politikus, IV. Károly spanyol király gazdasági és igazságügy-minisztere, később pedig az 1808-as bailéni csatában foglyul ejtett számos francia katona és tiszt. 1817-ben itt végezték ki (golyó által) egy levert szabadelvű forradalom vezérét, Luis Lacy y Gautiert. 1821-ben a várkastélyt ideiglenesen pénzverdévé alakították, börtönként pedig utoljára az 1930-as években zajlott spanyol polgárháború során használták: ekkor több mint 800 köztársaságpártit zártak be falai közé.
1931-ben az állam a Palma de Mallorca-i önkormányzatnak adta át a várkastélyt és az azt körülölelő erdőt, a város pedig később múzeumokat alakított ki benne: egyrészt egy településtörténettel kapcsolatosat, másrészt pedig itt kapott helyet a klasszikus szobrokból álló Despuig-gyűjtemény.

## Leírás
A várkastély Mallorca szigetének legnagyobb városában, Palma de Mallorcában található, a történelmi városközponttól néhány kilométerre nyugatra–délnyugatra egy valamivel több mint 100 méter magas dombon.
Alaprajza kör, de ehhez a körhöz keleti, déli és nyugati szélén egy-egy kisebb, félkör alaprajzú torony csatlakozik, tőle északra, körülbelül 7 méter távolságra pedig egy különálló öregtorony emelkedik. Ez 33 méter magas, belseje pedig négy kör alakú, 6 méter átmérőjű helyiségre van osztva, amelyeket csigalépcső köt össze. Tartozik hozzá egy víztároló is, amelyben az esetlegesen elhúzódó ostromok esetére gyűjtötték a vizet maguk számára a védők (ez a torony volt ugyanis a legutolsó menedék az ostromok esetén). A torony ma a központi épületrészből egy kőhídon közelíthető meg, amelynek nyílása csúcsíves, és amely a torony magasságának körülbelül a felénél éri el azt, de lehetséges, hogy korábban a tornyot egy felvonóhíd kötötte össze a vár többi részével. Régen egy másik felvonóhíd is volt a torony lábánál, amelyen keresztül ostrom esetén viszonylagos biztonságban el lehetett hagyni a főépületet.
A vár külső részén, a nyugati oldalon, a főbejárathoz közel egy kis méretű barbakán áll (valószínűleg ez is 14. századi). A főkapuhoz régen egy felvonóhíd vezetett, azonban nem pont a kapu előtti vonalban, hanem kissé balra a kaputól, hogy ezzel is megnehezítse az ostromlók dolgát, ha esetleg faltörő kost akartak volna használni. Bár ma csak egy kőhíd látható a felvonóhíd helyén, azért még felfedezhetőek azoknak a csigáknak a maradványai is, amelyek a felvonóhíd köteleit vagy láncait mozgatták.
A várkastély egyszerű külső homlokzatán a többhelyütt kiugró kisebb őrtornyocska és a lőrések mellett a legfeltűnőbb elemek a keskeny ikerablakok, amelyek két félköríves záródású, egy oszlopocskával elválasztott részből állnak. Az ilyen ablakok (amelyek az épület belsejében is megjelennek) igen jellemzők voltak Palma de Mallorca középkori építészetére.
Az épület belső udvara szintén kör alakú, árkádsorok veszik körül, amelyek két szintre oszthatók: az alsóra a félkörívek (21 db) és a sík mennyezet, a felsőre a gótikus csúcsívek (42 db) és a bordás keresztboltozat jellemzők. A szinteket három csigalépcső köti össze. Az udvaron egy ciszterna található, amely az udvarra és a teraszokra hulló esővizet gyűjtötte össze. A földszint szobáit többnyire az épület üzemeltetési feladataira, a személyzet és a katonák szálláshelyéül használták, a felső szinten pedig a magas rangú személyek laktak. Itt vannak azok a termek is, ahol gyűléseket, fogadásokat, ünnepélyeket tartottak, és itt található a Szent Márk-kápolna is. A fő lépcsőház mellett található konyha jóval később létesült, mint maga a vár. A lakószobák eredeti berendezéséből semmi sem maradt: ami ma látható, azt az 1960-as években vásárolták.

## Képek

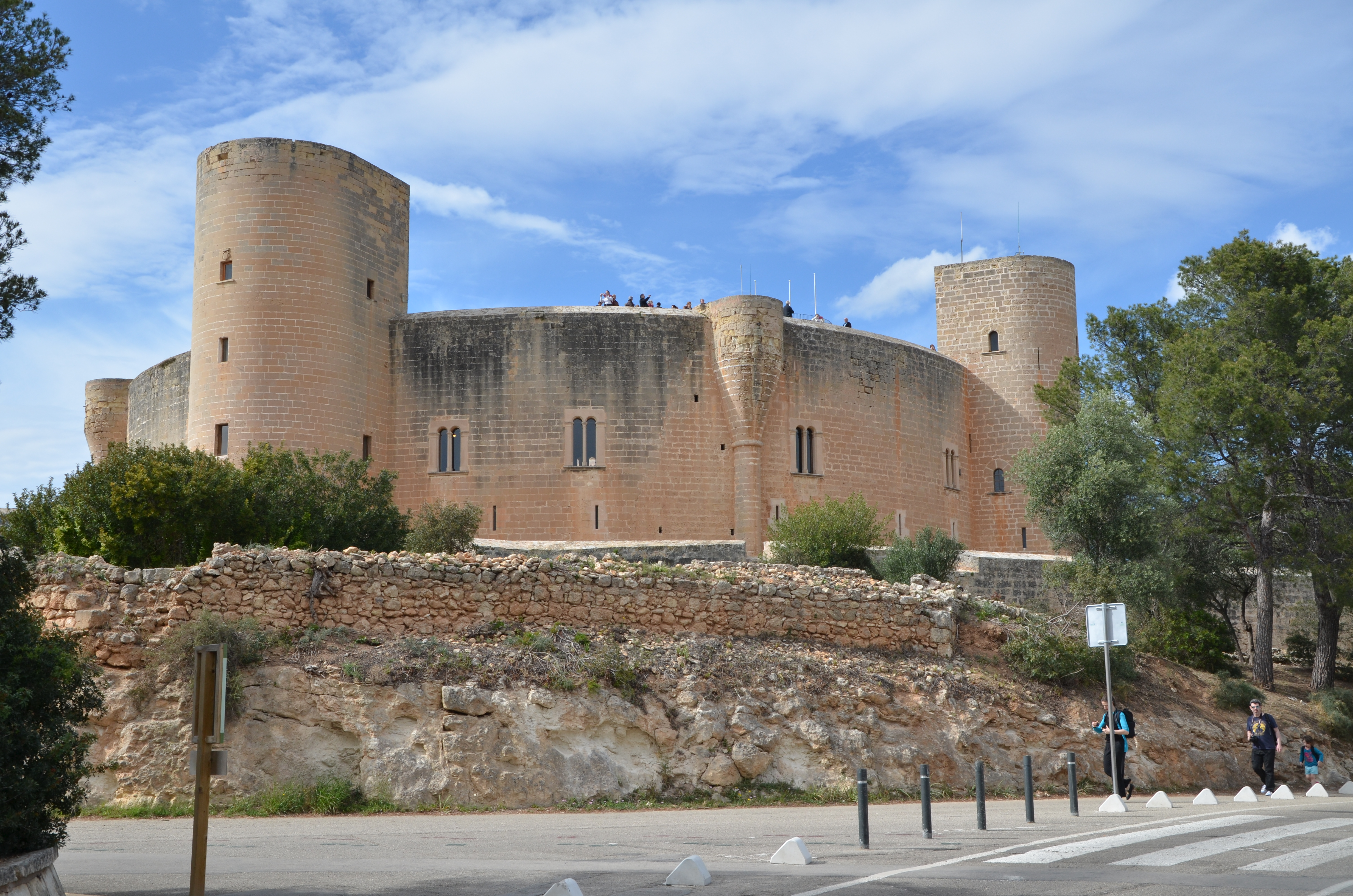
A vár látképe
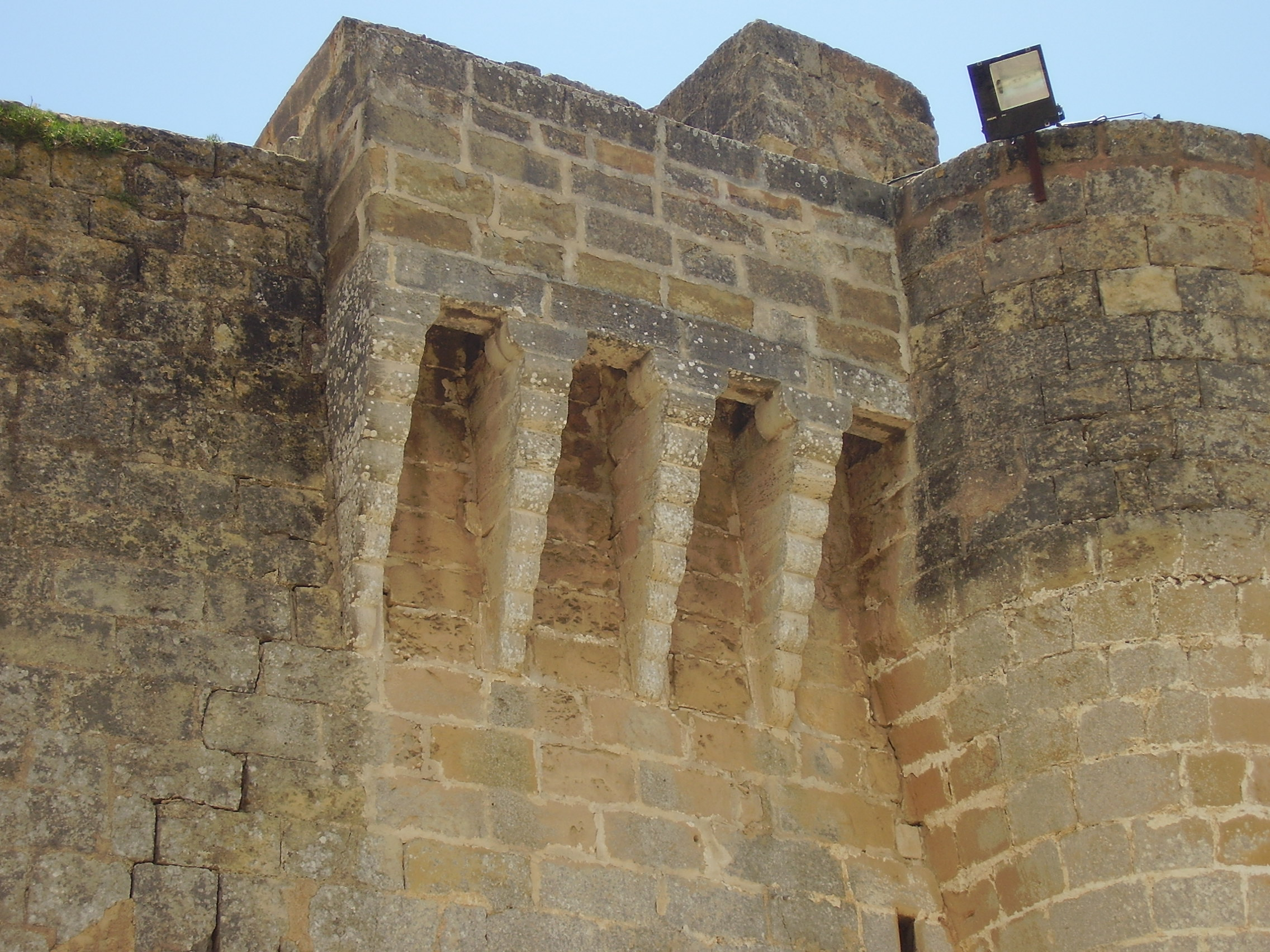
Részlet
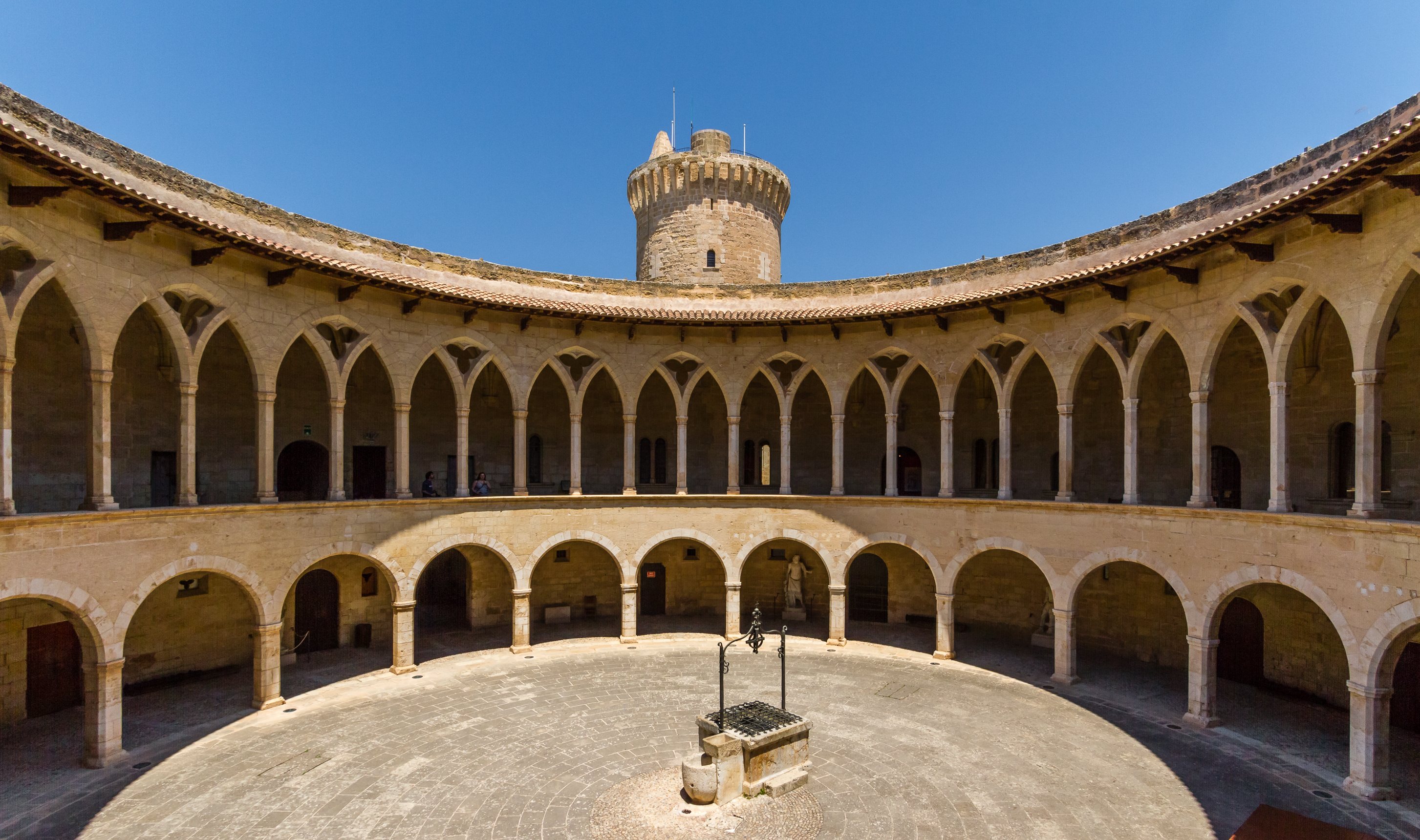
A belső udvar, háttérben az öregtorony
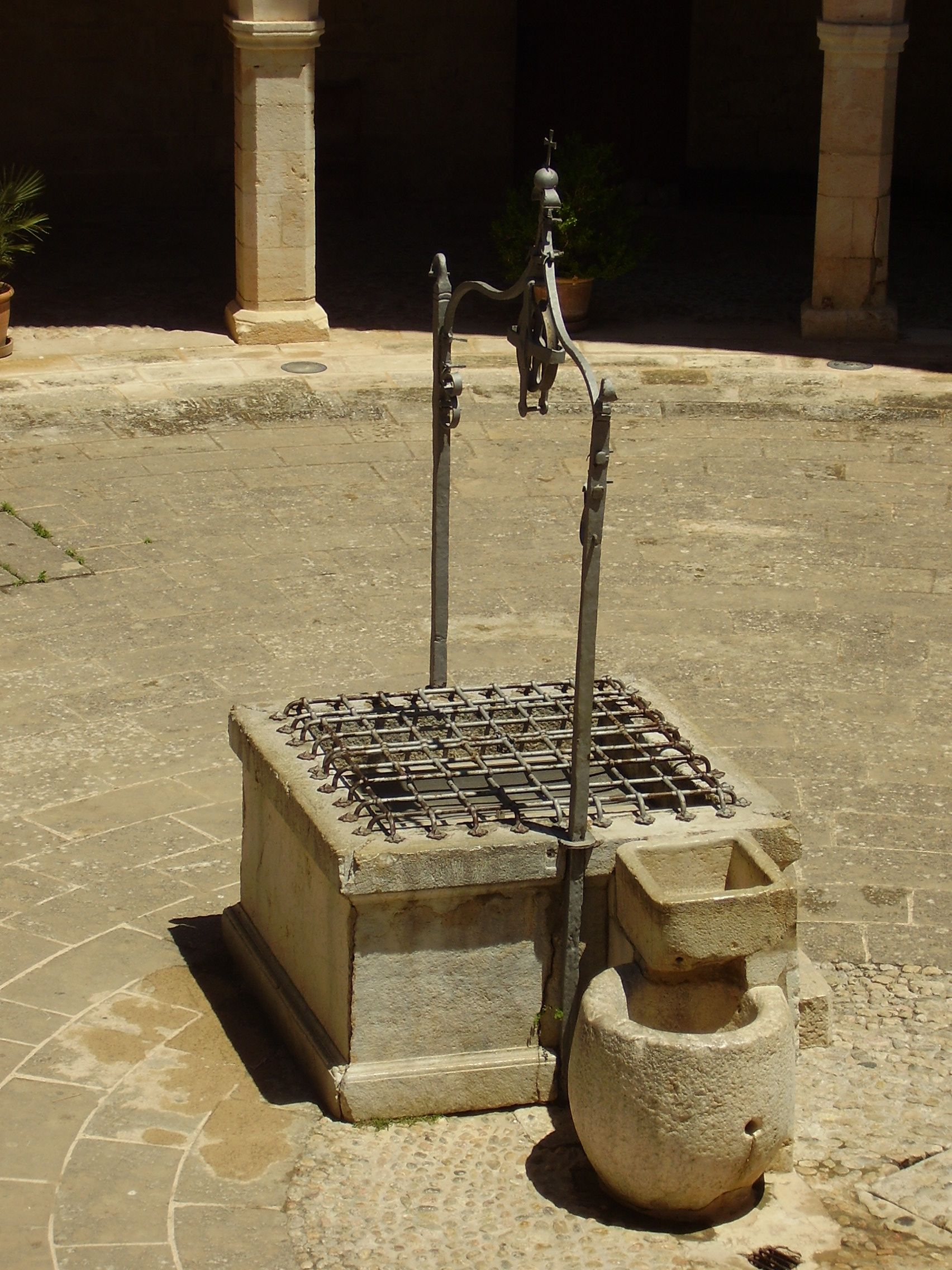
A várkút
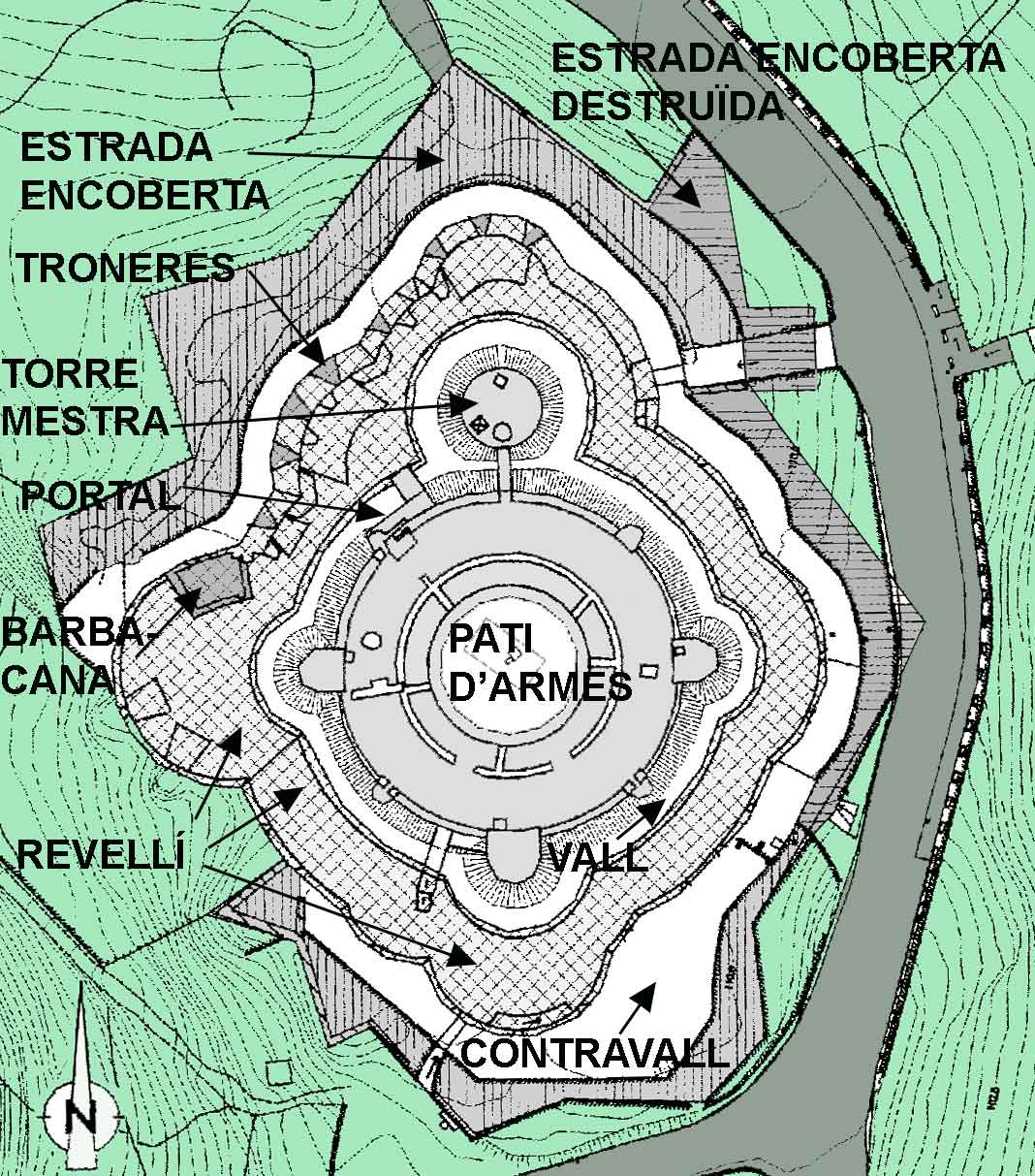
Alaprajz